# Bateria de Sant Antoni
La Bateria de Sant Antoni és una obra del municipi de Roses (Alt Empordà) protegida com a bé cultural d'interès local.

## Descripció
Situada a la Punta de la Poncella, a l'est del nucli urbà de la població i als peus del Castell de la Trinitat. Actualment, la bateria està inclosa en el recinte del far de Roses, formant part de la zona de vigilància i salvament, competència que correspon al Ministeri de Transports, Turisme i Comunicacions.
Es tracta d'una plataforma artificial, de planta quadrangular amb els angles arrodonits, continguda per una paret aixecada directament sobre la roca. Està construïda amb reble de pedres i morter de calç. El parament exterior està bastit amb pedres heterogènies, treballades per una cara, i disposades formant filades poc regulars. El mur, aixecat sobre el pendent rocallós costaner, es manté amb uns 2 metres d'alçada. Originàriament, la bateria estava formada per una plataforma i, al costat de tramuntana, un conjunt d'edificacions, avui desaparegudes. La superfície de la plataforma té un perfil irregular, amb la part central enfonsada. Al costat nord es manté part d'una paret lligada a uns pilars coronats de forma piramidal. Al sector de ponent, hi ha dos dipòsits rectangulars i un cobert modern. Davant de la paret de tancament, hi ha dues petites construccions de planta quadrangular i coberta a dues vessants. Una havia estat una caserna i l'altra un petit magatzem de municions.

## Història
A finals del segle xviii es documenta un informe redactat per l'enginyer de la Ciutadella de Roses, Ciriaco Galluzo, comunicant que la corona espanyola endegà un programa per la construcció d'un sistema de bateries de costa entre la frontera i Blanes. L'any 1797 es documenta el plànol i el projecte de l'enginyer director de Catalunya, Antonio López Sopeña, per iniciar immediatament les obres. La bateria tenia capacitat per cinc peces del calibre 24.